# Оскар Дроньяк
Оскар Фредрік Дроньяк (нар. 20 січня 1972, м. Мельндаль, Швеція) — шведський музикант (гітарист та вокаліст), відомий перш за все за участю у таких музичних метал-колективах як HammerFall, Crystal Age та Ceremonial Oath, а також завдяки співпраці з In Flames. У цей час входить до складу хеві-метал гурту HammerFall, одним із засновників якого є він сам.

## Біографія
Оскар Дроньяк народився у невеликому шведському містечку Мельндаль у сім'ї батька-серба та матері-шведки. Заняття музикою Оскар почав з навчання грі на блокфлейті, потім протягом декількох років грав на тромбоні і зрештою, у віці 14 років, знайшов себе у гітарній справі. Трохи згодом хлопець заснував свій перший гурт, що отримав назву The Hippie Killers.
У 1989 році Дроньяк бере участь у заснуванні дез-металічної формації Desecrator, яку згодом було перейменовано у Ceremonial Oath. Але після запису дебютного альбому гурту, що отримав назву The Book of Truth, Оскар залишає колектив та створює власний хеві-метал проект HammerFall. Щоправда, основну увагу він все ж таки на той час приділяв гурту Crystal Age, разом з яким у 1995 році взяв участь у записі та виданні альбому Far Beyond Divine Horizons.
HammerFall тривалий час так і залишався всього лише сайд-проектом, де Дроньяк з деякими друзями (серед яких був і гітарист In Flames Єспер Стремблад, який у HammerFall виконував роль барабанщика) репетирували декілька пісень, написаних Оскаром. Однак у 1997 році після того, як світ побачив дебютний реліз колективу під назвою Glory to the Brave, стало зрозуміло, що у світі хеві-металу з'явилася нова потужна бойова одиниця.
Оскар Дроньяк є єдиним членом HammerFall, що постійно входить до складу гурту з дня його заснування. Окрім нього в записах усіх альбомів брав участь вокаліст Йоакім Канс, втім він з'явився у HammerFall лише у 1996 році.
Ще одним цікавим фактом є те, що Оскар Дроньяк брав участь у записі одразу трьох платівок In Flames, виконуючи на кожній з них епізодичні чи допоміжні вокальні партії. Це пояснюється дружбою Оскара з одним із засновників In Flames Єспером Стрембладом, з яким вони перетнулися ще у Ceremonial Oath та продовжували тісну співпрацю й надалі.
Дроньяк майже завжди надавав перевагу гітарам компанії Jackson, зокрема моделі Jackson Rhandy Rhoads. Однак у 2011 році він підписав угоду про співпрацю з компанією ESP Guitars.

## Дискографія

### Музичні альбоми
Ceremonial Oath
| Група           | Країна | Альбом            | Рік  | Формат     | Лейбл            |
| --------------- | ------ | ----------------- | ---- | ---------- | ---------------- |
| Desecrator      | Швеція | Wake the Death    | 1989 | Демо-запис |                  |
| Desecrator      | Швеція | Black Sermons     | 1990 | Демо-запис |                  |
| Ceremonial Oath | Швеція | Promo 1991        | 1991 | Демо-запис |                  |
| Ceremonial Oath | Швеція | Lost Name of God  | 1992 | EP         | Corpse Grinder   |
| Ceremonial Oath | Швеція | The Book of Truth | 1993 | Альбом     | Modern Primitive |

Crystal Age
| Група       | Країна | Альбом                     | Рік  | Формат     | Лейбл |
| ----------- | ------ | -------------------------- | ---- | ---------- | ----- |
| Crystal Age | Швеція | Promo '94                  | 1994 | Демо-запис |       |
| Crystal Age | Швеція | Far Beyond Divine Horizons | 1995 | Альбом     | VIC   |

HammerFall
| Група      | Країна | Альбом                                                 | Рік  | Формат     | Лейбл         |
| ---------- | ------ | ------------------------------------------------------ | ---- | ---------- | ------------- |
| HammerFall | Швеція | Glory to the Brave                                     | 1997 | Альбом     | Nuclear Blast |
| HammerFall | Швеція | Legacy Of Kings                                        | 1998 | Альбом     | Nuclear Blast |
| HammerFall | Швеція | The First Crusade                                      | 1999 | Live відео | Nuclear Blast |
| HammerFall | Швеція | Renegade                                               | 2000 | Альбом     | Nuclear Blast |
| HammerFall | Швеція | Crimson Thunder                                        | 2002 | Альбом     | Nuclear Blast |
| HammerFall | Швеція | The Templar Renegade Crusades                          | 2002 | Live відео | Nuclear Blast |
| HammerFall | Швеція | One Crimson Night                                      | 2003 | Live       | Nuclear Blast |
| HammerFall | Швеція | Chapter V: Unbent, Unbowed, Unbroken                   | 2005 | Альбом     | Nuclear Blast |
| HammerFall | Швеція | Threshold                                              | 2006 | Альбом     | Nuclear Blast |
| HammerFall | Швеція | Masterpieces                                           | 2008 | Альбом     | Nuclear Blast |
| HammerFall | Швеція | Rebels with a Cause: Unruly, Unrestrained, Uninhibited | 2008 | DVD відео  | Nuclear Blast |
| HammerFall | Швеція | No Sacrifice, No Victory                               | 2009 | Альбом     | Nuclear Blast |
| HammerFall | Швеція | Infected                                               | 2011 | Альбом     | Nuclear Blast |

### Співпраця
| Група     | Країна | Альбом           | Рік  | Пісні                              |
| --------- | ------ | ---------------- | ---- | ---------------------------------- |
| In Flames | Швеція | Lunar Strain     | 1993 | вокальні епізоди                   |
| In Flames | Швеція | Subterranean     | 1994 | бек-вокал у «Stand Ablaze»         |
| In Flames | Швеція | The Jester Race  | 1996 | вокальні епізоди у «Dead Eternity» |
| Cans      | Швеція | Beyond the Gates | 2004 | бек-вокал                          |